# Sintranje
Sintranje ali zgoščevanje je postopek izdelave končnih posameznih izdelkov iz prahu, s segrevanjem materiala pod temperaturo tališča. Proces sintranja se že razvija več kot 1000 let. Prvi izdelki, ki so bili sintrani, so bile opeke, ki so bile z namenom pridobitve trdnosti žgane na odprtih kuriščih. Danes prevladujejo keramični izdelki: posoda, opeka, brusna sredstva, itd.
Sintranje lahko opišemo kot termodinamski proces, v katerem sistem teži k stanju z minimalno prosto energijo. Sistem tako preide v stabilnejše stanje zaradi skrčka, zmanjšanja notranjih napetosti, znižanja koncentracije napak v mreži in zmanjšanja proste površine. Glavna gonilna sila zgoščevanja je zmanjševanje površinske proste energije, saj imajo prašni delci v primerjavi s kompaktnim telesom enakega volumna višek energije zaradi večje specifične površine.
Sintrana gradiva so oblikovana iz prahu (zrnc velikosti 0,3 mm) materialov, med katere štejemo kovine, nekovine, zlitine in spojine s stiskanjem. Vsako gradivo ima sebi primerno temperaturo in tlak, pod katerim jih sintramo. Izdelki so lahko iz zmesi materialov, ki se v talini med seboj ne legirajo. To področje opredeljuje metalurgija prahov.
Poznamo suhi in mokri postopek mešanja; pri suhemu zmešamo prah v posebnih mešalnikih, pri mokrem postopku pa uporabimo še tekočino. Med postopkom se zrna približajo druga k drugi in s tem deformirajo, da se poroznost zmanjša in iz praha nastane izdelek.

## Proces sintranja
Proces sintranja prašnih mešanic lahko v grobem razdelimo v tri faze, ki jih prikazuje krivulja sintranja.
- V prvi fazi se površina hrapavih delcev zgladi, utrjujejo se stiki med delci (t. i. vratovi), zgladijo pa se tudi stene por. Tvori se porozni skelet materiala, pore pa ostanejo povezane med seboj. Zgostitev materiala se kaže v povečani relativni gostoti (iz začetnih 50 – 60 % na okoli 70 %).
- Za drugo fazo je značilno predvsem hitro zgoščevanje materiala, ki je sorazmerno difuzijskemu toku. To na zunaj opazimo kot hitro krčenje. Odprta poroznost izginja, stiki med porami izginjajo in počasi prehajamo v stanje zaprte poroznosti, ki je navadno doseženo pri relativnih gostotah med 92 in 95 %. Pojavlja se tudi že rast nekaterih zrn na račun manjših.
- V zadnji, tretji fazi sintranja se zgoščevanje zelo upočasni. Zaprte pore, v katerih je ujet plin, v katerem smo sintrali, se krčijo in izginjajo, nekatere pa se celo združujejo v večje. Pore, ki se nahajajo na mejah zrn, omejujejo njihovo rast, vendar se meje lahko odtrgajo od njih. Zajete pore, ki jih meja obide, se ne morejo več krčiti in zgoščevanje se tako ustavi. Opazimo lahko tudi pretirano rast nekaterih zrn, ki niso bila omejena s porami. Velikost por, ki so ostale v materialu po koncu sintranja, je v ravnotežju s tlakom plina, ki je v pori. Na ta način dobimo končno mikrostrukturo keramičnega materiala – proces sintranja je zaključen.

Gostoti pred sintranjem pravimo tudi zelena ali surova gostota. Če stiskamo z višjim tlakom dosežemo višje gostote, vendar samo do določene meje, ker se material elastično deformira in po iztiskanju iz modela zopet razširi ali celo poči. Gostote, ki jih dosežemo s finejšim prahom pri sicer enakem tlaku stiskanja, so nižje kot jih dosežemo z bolj grobim prahom. Zgostitev med sintranjem spremlja zmanjšanje dimenzij ali skrček.
Višje gostote dosežemo mnogo učinkoviteje z višjo temperaturo kot z daljšim časom. Po splošni enačbi sintranja je čas potreben za dosego enakega skrčka v primeru, ko je velikost delcev dvakrat večja, kar osemkrat daljši. To kaže na izreden pomen uporabe finih praškov, kadar je potrebno sintranje pri nižji temperaturi. Za enak skrček je pri višji temperaturi potreben krajši čas.

## Orodje
Izdelki iz prahu so lahko oblikovani na več načinov; tehnično najpomembnejše je stiskanje v matricah. Za zmanjšanje trenja dodamo prahu tudi maziva, npr. 1% cinkovega stearata. Stiskanci so navadno tudi nizki, ker jim z višino hitro pada gostota.
Načini stiskanja so:
1. enostransko
2. dvostransko
3. s plavajočo matrico (izostatsko)

Tlaki znašajo od 200 do 1000 MPa ter vplivajo na gostoto izdelka. Npr. železo ρ = 7,85 kg/dm3
- nasip          ρ=0»»»2,5 kg/dm3
- stiskanje      ρ=200»5,5 kg/dm3   ρ=800»7,2 kg/dm3

Hitrost stiskanja je odvisna od lastnosti predmeta, prahu iz katerega je narejen in stiskalnice (ciklus delovanja)
Postopek sintranja izdelkov, ki morajo pridobiti zahtevano trdnost poteka v pečeh, po navadi so to pretočne peči. Pri teh pečeh uravnavamo hitrost sintranja s hitrostjo premikanja predmeta. V peči je tudi zaščitna atmosfera, po navadi vodik, ki izvaja redukcijo in preprečuje oksidacijo, ali v vakuumu.
V primeru, da je poroznost izdelka prevelika, je možno poroznost zmanjšati na dopustno mejo, kar dosežemo s ponovnim stiskanjem imenovanim kovanje; lahko pa tudi z infiltriranjem, kjer na predmet položimo ploščico iz lažje taljive kovine, ki pri taljenju zapolni pore. Za izboljšanje drsnih, korozijskih in drugih lastnosti lahko poroznim sintranim izdelkom dodamo različna olja, žveplo, lake, umetne mase, itd.

## Osnovne sintrane skupine gradiv
1. Gradiva z zelo majhnim drsnim koeficientom (μ=0,004...0,008) se uporabljajo za ležaje. Uporabljamo železo ali baker z dodatkom grafita
2. Gradiva ki imajo velik koeficient drsnega trenja (μ=0,1...0,15). Uporabljamo železo ali baker z kremenčev prah, azbest, idr.
3. Gradiva za elektrotehniko (magnetni materiali)
4. Filtri za filtriranje tekočin in plinov, dušenje plamena,...
5. Gradiva, primerna za delo pri visokih temperaturah
6. Karbidne trdine so psevdozlitine kobalta kot vezne kovine s karbidi volframa, tantala, titana in niobija